# Baron Romilly

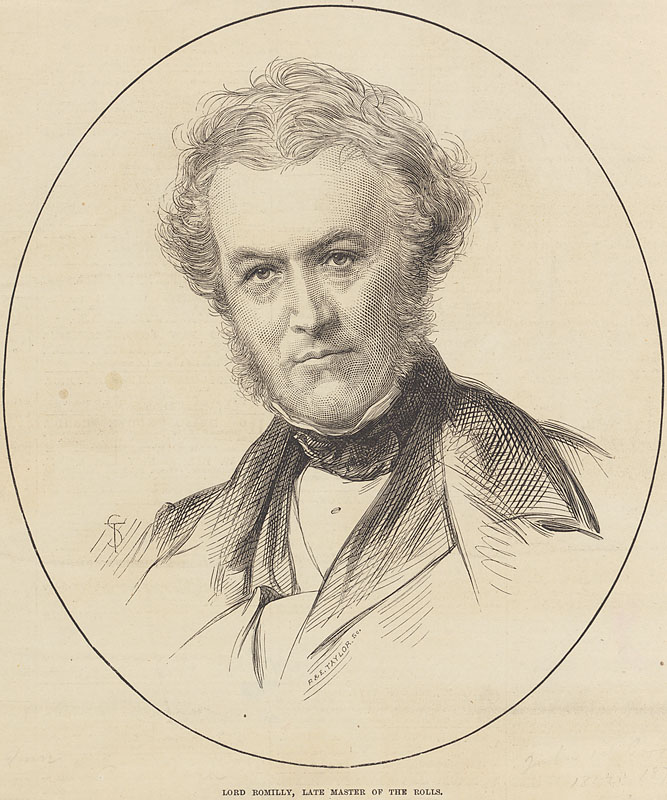
John Romilly, 1. Baron Romilly

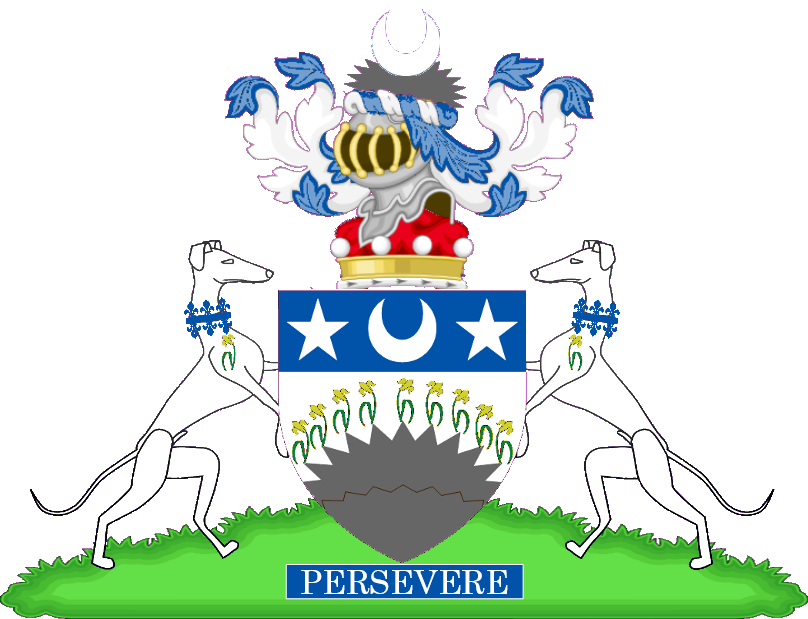
Wappen der Barone Romilly

Baron Romilly, of Barry in the County of Glamorgan, war ein erblicher britischer Adelstitel in der Peerage of the United Kingdom.

## Verleihung und Erlöschen
Der Titel wurde am 3. Januar 1866 für den Politiker und Juristen Sir John Romilly geschaffen.
Der Titel erlosch beim Tod seines kinderlosen Urenkels, des 4. Barons, am 29. Juni 1983.

## Liste der Barone Romilly (1866)
- John Romilly, 1. Baron Romilly (1802–1874)
- William Romilly, 2. Baron Romilly (1835–1891)
- John Romilly, 3. Baron Romilly (1866–1905)
- William Romilly, 4. Baron Romilly (1899–1983)